# Sometimes You Can't Make It on Your Own
"Sometimes You Can't Make It On Your Own" là một ca khúc của ban nhạc rock U2 và là track thứ ba từ album của họ năm 2004 How to Dismantle an Atomic Bomb. Ca khúc là đĩa đơn thứ hai của album được phát hành tại Vương quốc Anh vào 7 tháng 5 năm 2005 và đạt vị trí quán quân trên UK Singles Chart. Với tiêu đề gốc "Tough", bài hát nói về mối quan hệ của giọng ca chính Bono với người cha quá cố của ông. Ca khúc đã thắng giải "Trình diễn Song ca/ Nhóm nhạc rock xuất sắc nhất" và "Bài hát của năm" tại lễ trao Giải Grammy năm 2006.

## Bảng xếp hạng
| Xếp hạng (2005)                      | Vị trí cao nhất |
| ------------------------------------ | --------------- |
| Úc (ARIA)                            | 19              |
| Áo (Ö3 Austria Top 40)               | 25              |
| Bỉ (Ultratop 50 Flanders)            | 31              |
| Bỉ (Ultratop 50 Wallonia)            | 32              |
| Canada (Nielsen SoundScan)           | 1               |
| Đan Mạch (Tracklisten)               | 2               |
| Phần Lan (Suomen virallinen lista)   | 11              |
| Pháp (SNEP)                          | 60              |
| Đức (GfK)                            | 23              |
| Ireland (IRMA)                       | 3               |
| Ý (FIMI)                             | 2               |
| Hà Lan (Dutch Top 40)                | 4               |
| Hà Lan (Single Top 100)              | 5               |
| New Zealand (Recorded Music NZ)      | 12              |
| Na Uy (VG-lista)                     | 6               |
| Tây Ban Nha (PROMUSICAE)             | 1               |
| Thụy Điển (Sverigetopplistan)        | 24              |
| Thụy Sĩ (Schweizer Hitparade)        | 39              |
| Anh Quốc (OCC)                       | 1               |
| Hoa Kỳ Billboard Hot 100             | 97              |
| Hoa Kỳ Adult Pop Airplay (Billboard) | 15              |
| Hoa Kỳ Alternative Songs (Billboard) | 29              |
| US Pop 100 (Billboard)               | 87              |

| Xếp hạng (2005)       | Vị trí |
| --------------------- | ------ |
| Spanish Singles Chart | 10     |